# Blancafort (Hiszpania)
Blancafort – gmina w Hiszpanii, w prowincji Tarragona, w Katalonii, o powierzchni 14,49 km². W 2011 roku gmina liczyła 418 mieszkańców.